# Colisée Pepsi
Colisée Pepsi (angleško Pepsi Coliseum; predhodno Colisée de Québec -- Quebec (City) Coliseum je večnamenski športni objekt v Quebec Cityju, Quebec. Dvorana je bila dom WHA in NHL moštva Quebec Nordiques od 1972 do 1975 in je trenutno dom QMJHL moštva Québec Remparts. 
Colisée gosti turnir »Québec International Peewee Hockey Tournament«, ki poteka vsako leto v februarju. Turnir privablja največ moštev na enem samem dogodku na svetu, s skoraj 2300 mladimi hokejisti iz 16 sodelujočih držav. 

## Zgodovina
Dvorana je bila prvotno zgrajena leta 1949 z 10.000 sedeži, da bi nadomestili zgradbo na isti lokaciji, ki je nekaj let prej zgorela do tal. Znana je bila kot »Hiša, ki jo je zgradil Béliveau«, saj je bila pogosto polna v zgodnjih letih, ko je zvezdnik Jean Béliveau igral za Quebec Aces pred selitvijo v NHL k Montreal Canadiensom. Dve desetletji pozneje je bila dvorana redno polna, ker je s potezami navduševal igralec Quebec Rempartsov Guy Lafleur. Tudi Lafleur se je nato preselil v moštvo Montreal Canadiens. 
Dvorana je doživela korenito prenovo leta 1980, ko so povečali njeno kapaciteto na 15.750 sedežev, da bi ustrezala standardom NHL-a, saj je v njej igralo moštvo Quebec Nordiques po izstopu iz WHA in prestopu v NHL. Pepsi je pravice imena kupil novembra 1999 (in prevzel trenutno ime 18. novembra), trenutna kapaciteta dvorane je 15.250. 
Dvorana je gostila prvenstvo Memorial Cup 1971,  v katerem so Quebec Rempartsi porazili Edmonton Oil Kingse 2-0 v tekmah. Odkar se je prvenstvo prestrukturiralo v turnir, ga je Colisée gostil leta 1991 in 2003. Na mednarodni ravni je bila prva tekma v dvorani Summit Series 1974 med kanadskimi WHA zvezdami in Sovjetsko reprezentanco, kot tudi ena tekma Canada Cupa 1976 in 1991. Dvorana je bila sogostiteljica (z Montrealom) Svetovnega mladinskega prvenstva v hokeju na ledu 1978 in je s Halifaxom sogostila Svetovno prvenstvo v hokeju na ledu 2008. Rendez-vous '87, serija dveh tekem med NHL moštvom zvezd in Sovjetsko reprezentanco, je bil še en dogodek v bogati zgodovini dvorane. 
Quebec City je v zadnjih letih naslovil številne prošnje za ponoven prihod NHL v mesto; večina teh prošenj predvideva, da bi Colisée postal začasna domača dvorana, vse dokler se ne bi zgradila nova dvorana. Colisée Pepsi je prav tako gostil številne odmevne koncerte. 